# Nội dung Đĩa ghi vàng Voyager
Đĩa ghi vàng Voyager chứa 116 bức ảnh cộng thêm một bức ảnh cân chỉnh và nhiều bản thu các âm thanh trong tự nhiên, như tiếng sóng, gió, sấm sét hay tiếng các loài động vật như chim, cá voi và cá heo. Được mang theo trên cả hai con tàu Voyager 1 và Voyager 2, chiếc đĩa này còn chứa nhiều tác phẩm âm nhạc từ nhiều nền văn hóa và thời đại khác nhau, những lời chào được nói bằng 55 ngôn ngữ, những âm thanh khác của con người, như tiếng bước chân hay tiếng cười (Carl Sagan là chủ nhân của âm thanh này), và những thông điệp của Tổng thống Hoa Kỳ Jimmy Carter và Tổng thư ký LHQ Kurt Waldheim. Những nội dung trên được lựa chọn bởi một ủy ban của NASA do Carl Sagan thuộc trường Đại học Cornell đứng đầu.
Sau khi NASA nhận được nhiều chỉ trích về việc đưa hình ảnh người khỏa thân vào tấm khắc thông tin gắn trên tàu Pioneer 10, cơ quan này đã quyết định không cho Sagan và các đồng nghiệp đưa hình ảnh vẽ con người khỏa thân lên đĩa. Thay vào đó, chiếc đĩa chỉ có hình vẽ bóng của người.
Dưới đây là một đoạn trích từ tuyên bố chính thức của Tổng thống Carter được đưa lên tàu Voyager trong hành trình rời khỏi Hệ Mặt Trời, ngày 16 tháng 6 năm 1977:
Con tàu vũ trụ Voyager này được chế tạo bởi Hợp chúng quốc Hoa Kỳ. Chúng tôi là một cộng đồng 240 triệu con người trong số hơn 4 tỷ người sống trên hành tình Trái Đất. Con người chúng tôi vẫn còn được chia thành các nước khác nhau, nhưng những nước ấy đang nhanh chóng trở thành một nền văn minh toàn cầu.

Chúng tôi đưa thông điệp này ra ngoài vũ trụ ... Khả năng là nó có thể tồn tại được một tỷ năm nữa, khi đó thì nền văn minh của chúng tôi và bề mặt Trái Đất cũng sẽ thay đổi rất nhiều. Trong số 200 tỷ ngôi sao trong dải Ngân Hà, một số ngôi sao – có lẽ là nhiều – có thể có các hành tinh có sự sống và có những nền văn minh du hành vũ trụ. Nếu một nền văn minh như vậy tiếp cận được Voyager và có thể hiểu được những nội dung được chúng tôi ghi lại này, thì đây là thông điệp của chúng tôi: Đây là một món quà từ một thế giới nhỏ xa xôi, một biểu hiện về âm thanh, khoa học, hình ảnh, âm nhạc, suy nghĩ và tình cảm của chúng tôi. Chúng tôi sẽ cố gắng sống sót theo thời gian của chúng tôi để có thể sống cùng các bạn. Chúng tôi mong rằng một ngày nào đó, sau khi giải quyết được những vấn đề mà chúng tôi phải đối mặt, sẽ có thể gia nhập vào cộng đồng các nền văn minh thiên hà. Chiếc đĩa ghi này là đại diện cho những hy vọng, quyết tâm và thiện chí của chúng tôi trong một vũ trụ rộng lớn và tuyệt vời.

## Lời chào
Phần âm thanh đầu tiên chứa một lời chào được nói bằng tiếng Anh từ Tổng Thư ký Liên Hợp Quốc Kurt Waldheim.
Phần âm thanh thứ hai ("Lời chào bằng 55 ngôn ngữ") gồm những lời chào được nói bằng 55 thứ tiếng. Kế hoạch ban đầu là sẽ sử dụng lời chào từ các đại biểu tại Liên Hợp Quốc, nhưng nhiều vấn đề phát sinh với những bản thu này khiến những người thực hiện phải làm các bản thu mới tại Đại học Cornell từ những người trong các khoa ngôn ngữ nước ngoài. Số người nói bản địa của 55 ngôn ngữ này cộng lại (trừ những người coi chúng là ngôn ngữ thứ 2 ra) là hơn 4,7 tỷ người, chiếm hơn 65% dân số thế giới. Trong đây có bốn biến thể của tiếng Trung (được đánh dấu **), 12 ngôn ngữ Nam Á (đánh dấu #) và năm ngôn ngữ cổ (đánh dấu §). Các ngôn ngữ bao gồm:
| - Tiếng Akkad§ - Tiếng Amoy** (Tiếng Mân Nam/Tiếng Mân Tuyền Chương) - Tiếng Hy Lạp cổ đại§ - Tiếng Ả Rập (Chuẩn hiện đại) - Tiếng Aram - Tiếng Armenia - Tiếng Bengal# - Tiếng Miến Điện - Tiếng Quảng Châu (biến thể của Tiếng Quảng Đông) - Tiếng Séc - Tiếng Hà Lan - Tiếng Anh - Tiếng Pháp - Tiếng Ganda - Tiếng Đức - Tiếng Gujarat# - Tiếng Hebrew - Tiếng Hindi# - Tiếng Hitti§ - Tiếng Hungary - Tiếng Ila (Zambia) - Tiếng Indonesia - Tiếng Ý - Tiếng Nhật - Tiếng Kannada# - Tiếng Hàn Quốc - Tiếng Latinh§ - Quan thoại** - Tiếng Marathi# - Tiếng Nepal# - Tiếng Nguni - Tiếng Nyanja - Tiếng Oriya# - Tiếng Ba Tư - Tiếng Ba Lan - Tiếng Bồ Đào Nha - Tiếng Punjab# - Tiếng Quechua - Tiếng Rajasthan# - Tiếng România - Tiếng Nga - Tiếng Serbia - Tiếng Sinhala# - Tiếng Sotho - Tiếng Tây Ban Nha - Tiếng Sumer§ - Tiếng Thụy Điển - Tiếng Telugu# - Tiếng Thái - Tiếng Thổ Nhĩ Kỳ - Tiếng Ukraina - Tiếng Urdu# - Tiếng Việt - Tiếng Wales - Tiếng Ngô (Tiếng Thượng Hải)** |

Các đoạn âm thanh sau chứa những lời chào được nói bằng bốn thứ tiếng còn lại, trong đó có Quốc tế ngữ và tiếng !Kung. Tiếng cá voi được cung cấp bởi Roger Payne.
Dưới đây là danh sách các lời chào sắp xếp theo thứ tự xuất hiện trong đĩa.
| Track | Thời gian | Ngôn ngữ                              | Người nói                         | Phiên âm gốc | Bản dịch tiếng Việt                                                                                                 |
| ----- | --------- | ------------------------------------- | --------------------------------- | --- | --- |
| 2     | 0:00:00   | Tiếng Sumer                           | David L. Owen                     | 𒁲𒈠𒃶𒈨𒂗. (šilim-ma hé-me-en) | Cầu chúc tất cả sức khỏe                                                                                            |
| 2     | 0:00:04   | Tiếng Hy Lạp cổ                       | Frederick M. Ahl                  | Οἵτινές ποτ᾿ ἔστε χαίρετε! Εἰρηνικῶς πρὸς φίλους ἐληλύθαμεν φίλοι. (Hoitines pot'este chairete! Eirēnikōs pros philous elēlythamen philoi.) | Gửi lời chào tới bạn, dù bạn là ai. Chúng tôi tới với các bạn trong tình hữu nghị.                                  |
| 2     | 0:00:11   | Tiếng Bồ Đào Nha                      | Janet Sternberg                   | Paz e felicidade a todos | Cầu chúc hòa bình và hạnh phúc tới mọi người                                                                        |
| 2     | 0:00:14   | Tiếng Quảng Châu                      | Stella Fessler                    | 各位好嗎？祝各位平安健康快樂。; Gok3 wai2 hou2 maa1? Zuk1 gok3 wai2 ping4 on1 gin6 hong1 faai3 lok6. | Mọi người thế nào? Cầu chúc bạn an lành, sức khỏe và hạnh phúc                                                      |
| 2     | 0:00:19   | Tiếng Akkad                           | David L. Owen                     | Adanniš lu šulmu | Cầu chúc tất cả sức khỏe                                                                                            |
| 2     | 0:00:22   | Tiếng Nga                             | Maria Rubinova                    | Здравствуйте! Приветствую Вас! (Zdrávstvuyte! Privétstvuyu Vas!) | Xin chào! Chào đón bạn!                                                                                             |
| 2     | 0:00:25   | Tiếng Thái                            | Ruchira Mendiones                 | สวัสดีค่ะ สหายในธรณีโพ้น พวกเราในธรณีนี้ขอส่งมิตรจิตมาถึงท่านทุกคน (Sàwàtdee kâ, sàhăai nai torránee póhn. Pûak rao nai torránee née kŏr sòng mít jìt maa tĕung tâan túk kon)                                                                                 | Xin chào các bạn phương xa. Chúng tôi từ mảnh đất này gửi tới tất cả các bạn lời chào nồng ấm                       |
| 2     | 0:00:32   | Tiếng Ả Rập                           | Amahl Shakh                       | .تحياتنا للأصدقاء في النجوم. يا ليت يجمعنا الزمان Taḥiyyātunā lil-'aṣdiqā' fil-nujūm. Yā laytā yajma`unā al-zamān. | Xin chào những người bạn từ những vì sao xa xôi. Mong thời gian đưa chúng ta lại gần nhau                           |
| 2     | 0:00:38   | Tiếng România                         | Sanda Huffman                     | Salutări la toată lumea | Xin chào mọi người                                                                                                  |
| 2     | 0:00:42   | Tiếng Pháp                            | Alexandra Littauer                | Bonjour tout le monde | Xin chào mọi người                                                                                                  |
| 2     | 0:00:45   | Tiếng Miến Điện                       | Maung Myo Lwin                    | နေကောင်းပါသလား (Naykaungg parsalarr?) | Bạn có khỏe không?                                                                                                  |
| 2     | 0:00:48   | Tiếng Hebrew                          | David L. Owen                     | שלום Shalom | Hòa bình |
| 2     | 0:00:50   | Tiếng Tây Ban Nha                     | Erik J. Beukenjamp                | Hola y saludos a todos | Xin chào và chào đón mọi người                                                                                      |
| 2     | 0:00:54   | Tiếng Indonesia                       | Ilyas Harun                       | Selamat malam hadirin sekalian, selamat berpisah dan sampai bertemu lagi dilain waktu | Chúc quý vị ngủ ngon. Xin tạm biệt và hẹn gặp lại                                                                   |
| 2     | 0:00:59   | Tiếng Kechua (Quechua)                | Fredy Amikcar, Roncalla Fermandez | Kay pachamamta niytapas maytapas rimapallasta runasimipi | Xin gửi lời chào tới mọi người từ Trái Đất này bằng tiếng Quechua                                                   |
| 2     | 0:01:04   | Tiếng Punjab                          | Jatinder N. Paul                  | ਆਓ ਜੀ, ਜੀ ਆਇਆਂ ਨੂੰ (Aao ji, jee aya nu) | Chào mừng trở về nhà. Thật vui khi được gặp bạn                                                                     |
| 2     | 0:01:07   | Tiếng Hitti                           | David L. Owen                     | aššuli | Chào mừng / Xin chào! (nghĩa đen là "trong thiện chí")                                                              |
| 2     | 0:01:08   | Tiếng Bengal                          | Subrata Mukherjee                 | নমস্কার, বিশ্বের শান্তি হোক (Nômośkār, biśśēr śānti hōk) | Xin chào! Cầu chúc cho hòa bình ở mọi nơi                                                                           |
| 2     | 0:01:11   | Tiếng Latinh                          | Frederick M. Ahl                  | Salvete quicumque estis; bonam erga vos voluntatem habemus, et pacem per astra ferimus | Gửi lời chào tới bạn, dù bạn là ai; chúng tôi muốn có thiện chí tốt với bạn và đem hòa bình đi khắp vũ trụ          |
| 2     | 0:01:19   | Tiếng Aram                            | David L. Owen                     | 𐡌𐡋𐡔 hay שלם hay ܫܠܡ Šəlām | Xin chào (nghĩa đen là "hòa bình")                                                                                  |
| 2     | 0:01:22   | Tiếng Hà Lan                          | Joan de Boer                      | Hartelijke groeten aan iedereen | Gửi lời chào thân hữu tới mọi người                                                                                 |
| 2     | 0:01:24   | Tiếng Đức                             | Renate Born                       | Herzliche Grüße an alle | Gửi lời chào nồng ấm tới mọi người                                                                                  |
| 2     | 0:01:27   | Tiếng Urdu                            | Salma Alzal                       | السلام و عليکم ـ ہم زمين کے رہنے والوں کى طرف سے آپ کو خوش آمديد کہتے ھيں Assalamu alaikum. Hum zameen ke rehne waalon ki taraf se aap ko khush aamdeed kehte hain.                                                                             | Cầu chúc bạn an lành. Chúng tôi, những người sống trên Trái Đất này, gửi lời chào tới bạn                           |
| 2     | 0:01:37   | Tiếng Việt                            | Trần Trọng Hải                    | Chân thành gửi tới các bạn lời chào thân hữu | Chân thành gửi tới các bạn lời chào thân hữu                                                                        |
| 2     | 0:01:40   | Tiếng Thổ Nhĩ Kỳ                      | Peter Ian Kuniholm                | Sayın Türkçe bilen arkadaşlarımız, sabah şerifleriniz hayrolsun | Người bạn nói tiếng Thổ Nhĩ Kỳ thân mến,cầu mong vinh quang của bình minh luôn hiện hữu trên đầu các bạn            |
| 2     | 0:01:45   | Tiếng Nhật                            | Mari Noda                         | こんにちは。お元気ですか？ Konnichiwa. O genki desu ka? | Xin chào. Bạn có khỏe không?                                                                                        |
| 2     | 0:01:48   | Tiếng Hindi                           | Omar Alzal                        | धरती के वासियों की ओर से नमस्कार Dharati ke waasiyon ki or se namaskar | Xin gửi lời chào từ những người sống trên thế giới này                                                              |
| 2     | 0:01:51   | Tiếng Wales                           | Frederick M. Ahl                  | Iechyd da i chi yn awr, ac yn oesoedd | Chúc bạn sức khỏe                                                                                                   |
| 2     | 0:01:54   | Tiếng Ý                               | Debby Grossvogel                  | Tanti auguri e saluti | Xin gửi lời chào và lời chúc tới bạn                                                                                |
| 2     | 0:01:57   | Tiếng Sinhala                         | Kamal de Abrew                    | ආයුබෝවන්! Āyubōwan! | Chúc bạn sống lâu.                                                                                                  |
| 2     | 0:02:00   | Tiếng Zulu (isiZulu)                  | Fred Dube                         | Siya nibingelela maqhawe sinifisela inkonzo ende. | Xin chào bạn, những sinh vật vĩ đại. Chúc các bạn trường tồn                                                        |
| 2     | 0:02:05   | Tiếng Sotho (Sesotho)                 | Fred Dube                         | Reani lumelisa marela. | Xin chào bạn, những sinh vật vĩ đại                                                                                 |
| 2     | 0:02:08   | Tiếng Ngô                             | Yvonne Meinwald                   | 祝㑚大家好。 Tsoh3 na13 da11 ka53 hoa34 | Gửi tất cả những lời chúc tốt đẹp nhất                                                                              |
| 2     | 0:02:12   | Tiếng Armenia                         | Araxy Terzian                     | Բոլոր անոնց որ կը գտնուին տիեզերգի միգամածութիւնէն անդին, ողջոյններ (Bolor anonts’ vor ky gtnuin tiezergi migamatsut’iwnen andin, voghjoynner)                                                                                                  | Gửi tới tất cả những ai sống trong vũ trụ này, chào mừng bạn                                                        |
| 2     | 0:02:19   | Tiếng Hàn Quốc                        | Soon Hee Shin                     | 안녕하세요 (Annyeong haseyo) | Xin chào (nghĩa đen là "Chúc an lành")                                                                              |
| 2     | 0:02:22   | Tiếng Ba Lan                          | Maria Nowakowska-Stykos           | Witajcie, istoty z zaświatów. | Chào mừng bạn, những sinh vật phương xa.                                                                            |
| 2     | 0:02:25   | Tiếng Nepal                           | Durga Prashad Ojha                | प्रिथ्वी वासीहरु बाट शान्ति मय भविष्य को शुभकामना (Prithvī vāsīharu bāṭa śānti maya bhaviṣya kō śubhakāmanā) | Những con người Trái Đất chúc bạn một tương lai yên bình                                                            |
| 2     | 0:02:29   | Quan thoại                            | Liang Ku                          | 各位都好吧？我们都很想念你们，有空请到这来玩。; 各位都好吧？我們都很想念你們，有空請到這來玩。; Gèwèi dōu hǎo ba? Wǒmen dōu hěn xiǎngniàn nǐmen, yǒu kòng qǐng dào zhè lái wán.                                                                 | Mọi người có khỏe không? Chúng tôi đều rất muốn gặp bạn, nếu rảnh hãy tới thăm chúng tôi                            |
| 2     | 0:02:35   | Tiếng Ila                             | Saul Moobola                      | Mypone kaboutu noose. | Chúc tất cả khỏe mạnh                                                                                               |
| 2     | 0:02:38   | Tiếng Thụy Điển                       | Gunnel Almgren Schaar             | Hälsningar från en dataprogrammerare i den lilla universitetsstaden Ithaca på planeten Jorden | Xin chào, từ một lập trình viên máy tính của một trường đại học nhỏ ở thị trấn Ithaca trên hành tinh Trái Đất       |
| 2     | 0:02:45   | Tiếng Nyanja                          | Saul Moobola                      | Mulibwanji imwe boonse bantu bakumwamba. | Các bạn có khoẻ không,những người đến từ hành tinh khác?                                                            |
| 2     | 0:02:48   | Tiếng Gujarat                         | Radhekeant Dave                   | પૃથ્વી ઉપર વસનાર એક માનવ તરફથી બ્રહ્માંડના અન્ય અવકાશમાં વસનારાઓને હાર્દિક અભિનંદન. આ સંદેશો મળ્યે, વળતો સંદેશો મોકલાવશો. (Pr̥thvī upara vasanāra ēka mānava taraphathī brahmāṇḍanā an'ya avakāśamāṁ vasanārā'ōnē hārdika abhinandana. Ā sandēśō maḷyē, vaḷatō sandēśō mōkalāvaśō.) | Xin chào, từ những người trên Trái Đất. Xin hãy liên lạc                                                            |
| 2     | 0:03:03   | Tiếng Ukraina                         | Andrew Cehelsky                   | Пересилаємо привіт із нашого світу, бажаємо щастя, здоров'я і многая літа (Peresylayemo pryvit iz nashoho svitu, bazhayemo shchastya, zdorov'ya i mnohaya lita)                                                                                 | Từ thế giới này, chúng tôi gửi lời chào và lời chúc hạnh phúc, sức khỏe tới các bạn                                 |
| 2     | 0:03:09   | Tiếng Ba Tư                           | Eshagh Samehyeh                   | درود بر ساکنین ماورای آسمان‌ها (Dorud bar sâkenin mawrah âsemân-hâ) | Xin chào những cư dân trên trời cao                                                                                 |
| 2     | 0:03:22   | Tiếng Serbia                          | Milan M. Smiljanić                | Желимо вам све најлепше са наше планете (Želimo vam sve najlepše sa naše planete) | Chúc các bạn mọi điều tốt lành, từ hành tinh của chúng tôi                                                          |
| 2     | 0:03:25   | Tiếng Oriya                           | Raghaba Prasada Sahu              | ସୂର୍ଯ୍ୟ ତାରକାର ତୃତୀୟ ଗ୍ରହ ପୃଥିବୀରୁ ବିଶ୍ୱବ୍ରହ୍ମାଣ୍ଡର ଅଧିବାସୀ ମାନଙ୍କୁ ଅଭିନନ୍ଦନ (Sūryẏa tārakāra tr̥tīẏa graha pr̥thibīru biśẇabrahmāṇḍara adhibāsī mānaṅku abhinandana.) | Xin chào những cư dân của vũ trụ, từ Trái Đất, hành tinh thứ ba của ngôi sao Mặt Trời                               |
| 2     | 0:03:34   | Tiếng Ganda (Luganda)                 | Elijah Mwima-Mudeenya             | Musulayo mutya abantu bensi eno mukama abawe emirembe bulijo. | Xin chào mọi người trong vũ trụ. Cầu Chúa ban an lành cho mọi người                                                 |
| 2     | 0:03:38   | Tiếng Marathi                         | Arati Pandit                      | नमस्कार. ह्या पृथ्वीतील लोक तुम्हाला त्यांचे शुभविचार पाठवतात आणि त्यांची इच्छा आहे की तुम्ही ह्या जन्मी धन्य व्हा. (Namaskāra. Hyā pr̥thvītīla lōka tumhālā tyān̄cē śubhavicāra pāṭhavatāta āṇi tyān̄cī icchā āhē kī tumhī hyā janmī dhan'ya vhā.)                                         | Xin chào. Người dân Trái Đất gửi tới bạn những lời chúc tốt đẹp và mong các bạn được may mắn trong cuộc đời này.    |
| 2     | 0:03:47   | Tiếng Amoy (Mân Nam/Mãn Tuyền Chương) | Margaret Sook Ching See Gebauer   | 太空朋友，恁好！恁食飽未？有閒著來阮遮坐喔。 (Thài-khong pêng-iú, lín-hó. Lín chia̍h-pá--bē? Ū-êng, to̍h lâi gún chia chē--ô͘! ) | Những người bạn trong không gian, các bạn có khỏe không? Bạn đã ăn gì chưa? Nếu có thời gian hãy tới thăm chúng tôi |
| 2     | 0:03:55   | Tiếng Hungary (Magyar)                | Elizabeth Bilson                  | Üdvözletet küldünk magyar nyelven minden békét szerető lénynek a Világegyetemen | Chúng tôi gửi lời chào bằng tiếng Hungary tới tất cả những sinh vật yêu hòa bình trong Vũ Trụ                       |
| 2     | 0:04:01   | Tiếng Telugu                          | Prasad Kodukula                   | నమస్తే, తెలుగు మాట్లాడే జనముననించి మా శుభాకాంక్షలు. (Namastē, telugu māṭlāḍē janamunanin̄ci mā śubhākāṅkṣalu) | Xin chào. Gửi bạn lời chúc tốt đẹp từ cộng đồng nói tiếng Telugu                                                    |
| 2     | 0:04:05   | Tiếng Séc                             | V. O. Kostroun                    | Milí přátelé, přejeme vám vše nejlepší | Người bạn thân mến, chúc bạn mọi điều tốt lành nhất                                                                 |
| 2     | 0:04:08   | Tiếng Kannada (Kanarese)              | Shrinivasa K. Upadhaya            | ನಮಸ್ತೆ, ಕನ್ನಡಿಗರ ಪರವಾಗಿ ಶುಭಾಷಯಗಳು. (Namaste, kannaḍigara paravāgi śubhāṣayagaḷu.) | Xin chào. Thay mặt những người nói tiếng Kannada, xin gửi lời chúc tốt đẹp tới bạn.                                 |
| 2     | 0:04:12   | Tiếng Rajasthan                       | Mool C. Gupta                     | | Chào mọi người. Chúng tôi ở đây rất hạnh phúc và bạn ở đó cũng rất hạnh phúc                                        |
| 2     | 0:04:18   | Tiếng Anh                             | Nick Sagan                        | Hello from the children of planet Earth | Xin chào từ những đứa trẻ trên hành tinh Trái Đất                                                                   |
| 3     | 0:05:16   | Quốc tế ngữ                           | Ralph Harry                       | Ni strebas vivi en paco kun la popoloj de la tuta mondo, de la tuta kosmo. | Chúng tôi luôn cố gắng sống trong hòa bình với mọi người trên toàn thế giới, trên cả vũ trụ này.                    |
| 4     | 0:06:25   | Tiếng !Kung                           | Richard Borshay Lee               | | |

## Tiếng động
Phần âm thanh tiếp theo dành cho "những âm thanh của Trái Đất" trong đó bao gồm:
| - "Music of the Spheres" – tác phẩm Harmonices Mundi của Johannes Kepler được bổ sung bởi Laurie Spiegel - Tiếng núi lửa, động đất, sấm - Tiếng hố bùn nóng (mudpots) - Tiếng gió, mưa, sóng biển - Tiếng dế, ếch - Tiếng chim, linh cẩu, voi, cá voi - Tiếng tinh tinh - Tiếng gió - Tiếng chó hoang - Tiếng bước chân, nhịp tim, tiếng cười (của Sagan) - Những công cụ đầu tiên | - Tiếng chó thuần chúng - Tiếng bầy cừu, thợ rèn, cưa - Tiếng máy kéo, bắt đinh tán - Mã Morse, tiếng tàu biển (chính xác hơn là tiếng còi tàu) - Tiếng ngựa và xe kéo - Tiếng tàu hỏa - Tiếng máy kéo, xe buýt, ô tô - Tiếng máy bay F-111, phóng tên lửa Saturn V trong sứ mệnh Apollo 15 - Nụ hôn, mẹ và con - Dấu hiệu sự sống, sao xung |

Bên trong phần Những âm thanh của Trái Đất trong chiếc đĩa là một track chứa thông điệp truyền cảm hứng per aspera ad astra bằng mã Morse. Trong tiếng Latinh, nó có nghĩa là, vượt qua gian khó, vươn tới những vì sao.

## Âm nhạc
Sau phần âm thanh Trái Đất là tuyển tập dài 90 phút các tác phẩm âm nhạc từ nhiều nền văn hóa khác nhau, trong đó có cả các tác phẩm cổ điển của phương Đông và phương Tây. Các tác phẩm bao gồm:
| Quốc gia               | Tác phẩm                                                                                             | Tác giả                       | Người biểu diển | Thu âm bởi / tại | Thể loại nhạc                    | Thời lượng |
| ---------------------- | --- | ----------------------------- | --- | --- | -------------------------------- | ---------- |
| Đức                    | Concerto thành Brandenburg số 2 cung Fa trưởng, BWV 1047: I. Allegro                                 | Johann Sebastian Bach         | Dàn nhạc Munich Bach/Karl Richter (chỉ huy) cùng với Karl-Heinz Schneeberger (violin) | Thu âm tại Munich, Đức, tháng 1 năm 1967                                                                                          | Nhạc cổ điển / Nhạc thời Baroque | 4:40       |
| Indonesia              | Ketawang: Puspåwårnå (Những loài hoa)                                                                | Mangkunegara IV               | Dàn nhạc Cung điện Pura Paku Alaman/K.R.T. Wasitodipuro (chỉ đạo) cùng với Niken Larasati và Nji Tasri (hát) | Thu âm bởi Robert E. Brown tại Yogyakarta, Java, Indonesia, ngày 10 tháng 1 năm 1971                                              | Dân ca / Gamelan                 | 4:43       |
| Benin                  | Cengunmé                                                                                             | Dân gian                      | Các nghệ nhân Mahi tại Benin | Thu âm bởi Charles Duvelle tại Savalou, Benin, Tây Phi, tháng 1 năm 1963                                                          | Dân ca / Nhạc cụ gõ              | 2:08       |
| Cộng hòa Dân chủ Congo | Bài hát Alima                                                                                        | Dân gian                      | Người Mbuti tại Rừng mưa Ituri | Thu âm bởi Colin Turnbull và Francis S. Chapman tại Rừng mưa Ituri, Cộng hòa Dân chủ Congo, khoảng năm 1951                       | Dân ca                           | 0:56       |
| Úc                     | Barnumbirr (Ngôi sao sáng) và Bài hát Moikoi                                                         | Dân gian                      | Tom Djawa (clapsticks), Mudpo (digeridoo), và Waliparu (hát) | Thu âm bởi Sandra LeBrun Holmes tại Hội truyền giáo Milingimbi trên Đảo Milingimbi, ngoài khơi Arnhem Land, Lãnh thổ Bắc Úc, 1962 | Dân ca / Nhạc bản địa Úc         | 1:26       |
| México                 | El Cascabel (Chiếc chuông)                                                                           | Lorenzo Barcelata             | Antonio Maciel và Los Aguilillas cùng với Mariachi México de Pepe Villa/Rafael Carrión (chỉ huy) | Thu âm năm 1957, Musart Records                                                                                                   | Mariachi                         | 3:14       |
| Hoa Kỳ                 | Johnny B. Goode                                                                                      | Chuck Berry                   | Chuck Berry (hát, guitar) cùng với Lafayette Leak (piano), Willie Dixon (bass), và Fred Below (trống) | Thu âm tại Chess Studios, Chicago, Illinois, ngày 6 tháng 1 năm 1958                                                              | Rock and roll                    | 2:03       |
| Papua New Guinea       | Mariuamangɨ                                                                                          | Dân gian                      | Pranis Pandang và Kumbui (mariuamangɨ) của bộ lạc Nyaura | Thu âm bởi Robert MacLennan tại làng Kandɨngei, Middle Sepik, Papua New Guinea, ngày 23 tháng 7 năm 1964                          | Dân ca                           | 1:20       |
| Nhật Bản / Hoa Kỳ      | Sokaku-Reibo (Depicting The Cranes In Their Nest)                                                    | Biên khúc bởi Kinko Kurosawa  | Goro Yamaguchi (shakuhachi) | Thu âm tại Thành phố New York, khoảng năm 1967, Elektra Entertainment                                                             | Dân ca /Honkyoku                 | 4:51       |
| Đức / Bỉ               | Partita cho độc tấu violin số 3 cung Mi trưởng, BWV 1006: III. Gavotte En Rondeau                    | Johann Sebastian Bach         | Arthur Grumiaux (violin) | Thu âm tại Berlin, Đức, tháng 11 năm 1960, Decca Music Group Limited                                                              | Classical music / Baroque music  | 2:55       |
| Áo / Đức               | Cây sáo thần (Die Zauberflöte), K. 620, Chương II: Hell's Vengeance Boils In My Heart                | Wolfgang Amadeus Mozart       | Dàn nhạc giao hưởng và hợp xướng Nhà hát kịch Quốc gia Bayerische/Wolfgang Sawallisch (chỉ huy) cùng với Edda Moser (soprano)                                                                                             | Thu âm tại Munich, Đức, tháng 8 năm 1972                                                                                          | Nhạc cổ điển / Opera / Singspiel | 2:55       |
| CHXHCNXV Gruzia        | Chakrulo                                                                                             | Dân gian                      | Viện Trao giải thưởng Âm nhạc truyền thống và Múa Gruzia (Georgian State Merited Ensemble of Folk Song and Dance)/Anzor Kavsadze (chỉ đạo) cùng với Ilia Zakaidze (tenor thứ nhất) và Rostom Saginashvili (tenor thứ hai) | Thu âm tại Melodiya Studio, Tbilisi, Gruzia                                                                                       | Dân ca / Hợp xướng               | 2:18       |
| Peru                   | Roncadoras và trống                                                                                  | Dân gian                      | Các nhạc sĩ từ Ancash | Từ các bản thu thu thập bởi Jose Maria Arguedas (Casa de la Cultura) tại Vùng Ancash, Peru, 1964                                  | Dân ca                           | 0:52       |
| Hoa Kỳ                 | Melancholy Blues                                                                                     | Marty Bloom và Walter Melrose | Louis Armstrong and His Hot Seven | Thu âm tại Chicago, Illinois, ngày 11 tháng 5 năm 1927                                                                            | Jazz                             | 3:05       |
| CHXHCNXV Azerbaijan    | Muğam (Çahargah ahəngi)                                                                              | Dân gian                      | Kamil Jalilov (balaban) | Thu âm bởi Đài phát thanh Moskva, khoảng năm 1950                                                                                 | Dân ca                           | 2:30       |
| Liên Xô / Hoa Kỳ       | Nghi lễ mùa xuân (Le Sacre Du Printemps), Phần II-Lễ hiến sinh: VI. Vũ điệu hiến sinh (Kẻ được chọn) | Igor Stravinsky               | Dàn nhạc giao hưởng Columbia/Igor Stravinsky (chỉ huy) | Thu âm tại phòng Dạ tiệc Khách sạn St. George, Brooklyn, New York, ngày 6 tháng 1 năm 1960                                        | Nhạc cổ điển hiện đại / Ballet   | 4:35       |
| Đức / Canada / Hoa Kỳ  | The Well-Tempered Clavier (Bình quân luật), Quyển II, Prelude & Fuga số 1 cung Đô trưởng, BWV 870    | Johann Sebastian Bach         | Glenn Gould (piano) | Thu âm tại Trường quay CBS Phố 30, Thành phố New York ngày 8 tháng 8 năm 1966                                                     | Nhạc cổ điển / Nhạc thời Baroque | 4:48       |
| Đức / Anh Quốc         | Giao hưởng số 5 cung Đô thứ, Opus 67: I. Allegro Con Brio                                            | Ludwig van Beethoven          | Dàn nhạc giao hưởng Philharmonia/Otto Klemperer (chỉ huy) | Thu âm tại Kingsway Hall, London, ngày 6 tháng 10 năm 1955                                                                        | Nhạc cổ điển / Nhạc lãng mạn     | 7:20       |
| Bulgaria               | Izlel E Delyo Haydutin                                                                               | Dân gian                      | Valya Balkanska (hát), Lazar Kanevski, và Stephan Zahmanov (kaba gaidi) | Thu âm bởi Martin Koenig và Ethel Rain tại Smolyan, Bulgaria, 1968                                                                | Dân ca                           | 4:59       |
| Hoa Kỳ                 | Tiếng hô đêm của người Navajo, Vũ điệu Yeibichai                                                     | Dân gian                      | Ambrose Roan Horse, Chester Roan, và Tom Roan | Thu âm bởi Willard Rhodes tại Pine Springs, Arizona, mùa hè 1942                                                                  | Dân ca                           | 0:57       |
| Anh Quốc               | The Fairie Round                                                                                     | Anthony Holborne              | Early Music Consort of London/David Munrow (chỉ đạo) | Thu âm tại Abbey Road Studios, London, tháng 9 năm 1973                                                                           | Nhạc cổ điển                     | 1:17       |
| Quần đảo Solomon       | Naranaratana Kookokoo (Tiếng khóc của chim Megapode)                                                 | Dân gian                      | Maniasinimae and Taumaetarau Chieftain Tribe of Oloha and Palasu'u Village Community in Small Malaita | Bản thu của Solomon Islands Broadcasting Services (SIBS)                                                                          | Dân ca                           | 1:12       |
| Peru                   | Bài hát hôn lễ                                                                                       | Dân gian                      | Biểu diễn bởi một cô gái trẻ tại Huancavelica | Thu âm bởi John và Penny Cohen tại Huancavelica, Peru, 1964                                                                       | Dân ca                           | 0:38       |
| Trung Quốc             | Cao sơn Lưu thủy                                                                                     | Bá Nha                        | Quản Bình Hồ (cổ cầm) | Bản thu của Smithsonian Folkways Recordings                                                                                       | Dân ca                           | 7:37       |
| Ấn Độ                  | Bhairavi: Jaat Kahan Ho                                                                              | Dân ca                        | Kesarbai Kerkar (hát) with harmonium và tabla accompaniment | Thu âm tại Bombay, Ấn Độ, tháng 4 năm 1953                                                                                        | Dân ca                           | 3:30       |
| Hoa Kỳ                 | Dark Was The Night, Cold Was The Ground                                                              | Blind Willie Johnson          | Blind Willie Johnson (guitar slide, hát) | Thu âm tại Dallas, Texas, ngày 3 tháng 12 năm 1927                                                                                | Blues                            | 3:15       |
| Đức / Hungary / Hoa Kỳ | Tứ tấu đàn dây số 13 13: cung Si giáng trưởng, Opus 130: V. Cavatina                                 | Ludwig van Beethoven          | Tứ tấu đàn dây Budapest | Thu âm tại Thư viện Quốc hội, Washington, D.C., ngày 7 tháng 4 năm 1960                                                           | Nhạc cổ điển / Nhạc lãng mạn     | 6:37       |

Một số thông tin cho rằng Sagan ban đầu đã xin phép được đưa "Here Comes the Sun" từ album Abbey Road của The Beatles vào chiếc đĩa; mặc dù ban nhạc ủng hộ việc này, EMI lại phản đối và bài hát này đã không được đưa vào. Thông tin này đã bị bác bỏ bởi Timothy Ferris, người đã làm việc cùng Sagan để chọn các tác phẩm; ông cho biết bài hát này chưa từng được xem xét cho việc đưa vào chiếc đĩa.

## Sóng não
Chiếc Đĩa ghi vàng Voyager cũng chứa một bản ghi dài một giờ đồng hồ sóng não của Ann Druyan, khi đó là người vợ sắp cưới của Carl Sagan. Trong phần lời đề bạt của cuốn sách Billions and Billions, bà miêu tả trải nghiệm ấy như sau:
Trước đó tôi từng hỏi Carl liệu những sinh vật ngoài hành tinh giả định ấy một tỷ năm nữa có thể hiểu được sóng não của một con người hay suy nghĩ không. Ai mà biết được? Một tỷ năm là một khoảng thời gian rất, rất dài, anh ấy trả lời. Nếu điều đó có thể xảy ra, tại sao chúng ta không thử nhỉ?
Hai ngày sau cuộc điện thoại đổi đời của chúng tôi, tôi vào phòng thí nghiệm Bệnh viện Bellevue ở Thành phố New York và kết nối với chiếc máy tính biến mọi dữ liệu từ não và tim tôi thành âm thanh. Tâm trí tôi đã đi một hành trình dài để truyền tải những thông tin mà tôi muốn. Tôi bắt đầu nghĩ về lịch sử Trái Đất và sự sống trên hành tinh ấy. Tôi đã vận dụng tất cả khả năng của mình để cố nghĩ gì đó về lịch sử của ý thức và tổ chức xã hội của loài người. Tôi nghĩ về những khó khăn mà nền văn minh chúng ta phải đối mặt, về bạo lực, sự đói nghèo khiến cho hành tinh này đã trở thành địa ngục với nhiều người sinh sống ở đây. Đến cuối tôi cho phép mình đưa ra một lời tuyên bố riêng về cảm giác của mình khi được yêu.

Vào ngày 12 tháng 2 năm 2010, một cuộc phỏng vấn với Ann Druyan được phát trên đài NPR, trong đó bà giải thích chi tiết hơn những điều trên.

## Hình ảnh
Cùng với phần âm thanh, chiếc đĩa còn chứa tuyển tập 116 bức ảnh (trong đó có một bức làm hiệu chuẩn) mô tả chi tiết cuộc sống của con người trên Trái Đất và hành tinh này. Nhiều bức ảnh được chú thích bằng một hay nhiều thông tin về thời gian, kích thước hay khối lượng. Một số bức ảnh cũng có thông tin về các thành phần hóa học. Tất cả các đơn vị đo trong các thông tin này được định nghĩa trong những bức ảnh đầu tiên bằng những tham chiếu vật lý.
Sau đây là danh sách các bức ảnh chứa trong Đĩa ghi vàng Voyager cùng với phần miêu tả nội dung ảnh và phần chú thích được ghi trong ảnh. Một số ảnh cũng được đưa vào nếu bản quyền cho phép.
| Vị trí | Hình                                                                | Mô tả                                                                                          | Loại              | Biểu thị                                                      |
| ------ | ------------------------------------------------------------------- | ---------------------------------------------------------------------------------------------- | ----------------- | ------------------------------------------------------------- |
| 1      |                                                                     | Đường tròn hiệu chuẩn                                                                          | Biểu đồ trắng đen |                                                               |
| 2      |                                                                     | Bản đồ vị trí Mặt Trời                                                                         | Biểu đồ trắng đen | Toạ độ                                                        |
| 3      |                                                                     | Các định nghĩa toán học                                                                        | Văn bản trắng đen | Số đếm nhị phân                                               |
| 4      |                                                                     | Các định nghĩa đơn vị vật lý                                                                   | Văn bản trắng đen | Khối lượng, Kích thước và Thời gian                           |
| 5      |                                                                     | Các tham số Hệ Mặt Trời                                                                        | Văn bản trắng đen | Đường kính, khoảng cách tới Mặt Trời, khối lượng, chu kì quay |
| 6      |                                                                     | Các tham số Hệ Mặt Trời                                                                        | Văn bản trắng đen | Đường kính, khoảng cách tới Mặt Trời, khối lượng, chu kì quay |
| 7      | Tập tin:Voyager-Golden-Record-Pictures-007.png -->                  | Mặt Trời                                                                                       | Ảnh trắng đen     |                                                               |
| 8      |                                                                     | Quang phổ ánh sáng Mặt Trời                                                                    | Ảnh màu           | Màu sắc                                                       |
| 9      |                                                                     | Sao Thủy                                                                                       | Ảnh trắng đen     |                                                               |
| 10     |                                                                     | Sao Hỏa                                                                                        | Ảnh trắng đen     | Kích thước                                                    |
| 11     |                                                                     | Sao Mộc                                                                                        | Ảnh màu           | Kích thước                                                    |
| 12     |                                                                     | Trái Đất                                                                                       | Ảnh màu           | Kích thước                                                    |
| 13     |                                                                     | Ai Cập, Biển Đỏ, Bán đảo Sinai và sông Nile                                                    | Ảnh màu           | Thành phần hóa học                                            |
| 14     | Tập tin:Voyager-Golden-Record-Pictures-014.png -->                  | Các định nghĩa hóa học                                                                         | Biểu đồ trắng đen | Kích thước                                                    |
| 15     |                                                                     | Cấu trúc DNA                                                                                   | Biểu đồ màu       | Kích thước                                                    |
| 16     |                                                                     | Cấu trúc DNA phóng to, light hit                                                               | Biểu đồ màu       | Kích thước                                                    |
| 17     |                                                                     | Tế bào và phân chia tế bào                                                                     | Ảnh trắng đen     | Kích thước                                                    |
| 18     |                                                                     | Giải phẫu 1 (Bộ xương mặt trước)                                                               | Biểu đồ màu       |                                                               |
| 19     |                                                                     | Giải phẫu 2 (Bộ xương và cơ mặt sau)                                                           | Biểu đồ màu       |                                                               |
| 20     |                                                                     | Giải phẫu 3 (Tim, phổi, thận và mạch máu chính, mặt sau)                                       | Biểu đồ màu       |                                                               |
| 21     |                                                                     | Giải phẫu 4 (Tim, phổi, thận và mạch máu chính, mặt trước)                                     | Biểu đồ màu       |                                                               |
| 22     |                                                                     | Giải phẫu 5 (Nội tạng, mặt sau)                                                                | Biểu đồ màu       |                                                               |
| 23     |                                                                     | Giải phẫu 6 (Nội tạng, mặt trước)                                                              | Biểu đồ màu       |                                                               |
| 24     | Tập tin:Voyager-Golden-Record-Pictures-024.png -->                  | Giải phẫu 7 (Lồng ngực)                                                                        | Biểu đồ màu       |                                                               |
| 25     |                                                                     | Giải phẫu 8 (Cơ, mặt trước)                                                                    | Biểu đồ màu       | Kích thước                                                    |
| 26     |                                                                     | Cơ quan sinh dục người                                                                         | Biểu đồ trắng đen | Kích thước                                                    |
| 27     |                                                                     | Biểu đồ thụ tinh                                                                               | Biểu đồ trắng đen | Kích thước, thời gian                                         |
| 28     |                                                                     | Thụ tinh                                                                                       | Ảnh màu           |                                                               |
| 29     | Tập tin:Voyager-Golden-Record-Pictures-029.png -->                  | Trứng đã được thụ tinh                                                                         | Ảnh đen trắng     | Sự phân chia tế bào                                           |
| 30     |                                                                     | Biểu đồ bào thai                                                                               | Biểu đồ trắng đen | Kích thước, thời gian                                         |
| 31     |                                                                     | Bào thai                                                                                       | Ảnh màu           |                                                               |
| 32     |                                                                     | Biểu đồ người nam và nữ                                                                        | Biểu đồ trắng đen | Kích thước, thời gian                                         |
| 33     |                                                                     | Sinh con                                                                                       | Ảnh trắng đen     | thời gian                                                     |
| 34     | Tập tin:Voyager Golden Record 34 Nursing Mother.gif                 | Người mẹ chăm con                                                                              | Ảnh màu           |                                                               |
| 35     | Tập tin:Voyager-Golden-Record-Pictures-035.png -->                  | Bố và con gái (Malaysia)                                                                       | Ảnh màu           | Thị giác                                                      |
| 36     | Tập tin:Voyager Golden Record 36 group of children.gif              | Nhóm trẻ em                                                                                    | Ảnh màu           |                                                               |
| 37     |                                                                     | Biểu đồ các độ tuổi trong gia đình                                                             | Biểu đồ trắng đen | Khối lượng, thời gian                                         |
| 38     | Tập tin:Voyager-Golden-Record-Pictures-038.png -->                  | Ảnh chân dung gia đình                                                                         | Ảnh trắng đen     |                                                               |
| 39     |                                                                     | Biểu đồ trôi dạt lục địa                                                                       | Biểu đồ trắng đen | Thời gian, thời đại của nhân loại                             |
| 40     |                                                                     | Cấu trúc Trái Đất                                                                              | Biểu đồ đen trắng | Kích thước, thành phần hóa học                                |
| 41     |                                                                     | Đảo Heron (Rạn san hô Great Barrier, Úc)                                                       | Ảnh màu           |                                                               |
| 42     |                                                                     | Sông Snake và Dãy núi Teton                                                                    | Ảnh trắng đen     |                                                               |
| 43     |                                                                     | Bờ biển                                                                                        | Ảnh màu           |                                                               |
| 44     | Tập tin:Voyager-Golden-Record-Pictures-044.png -->                  | Đụn cát                                                                                        | Ảnh màu           |                                                               |
| 45     |                                                                     | Monument Valley                                                                                | Ảnh màu           |                                                               |
| 46     |                                                                     | Cảnh rừng với những cây nấm                                                                    | Ảnh màu           |                                                               |
| 47     |                                                                     | Lá cây                                                                                         | Ảnh màu           | Kích thước                                                    |
| 48     |                                                                     | Lá cây rơi mùa thu                                                                             | Ảnh màu           |                                                               |
| 49     |                                                                     | Hoa tuyết trên cây Sequoia                                                                     | Ảnh màu           | Kích thước                                                    |
| 50     |                                                                     | Cây cối và hoa Thủy tiên                                                                       | Ảnh màu           |                                                               |
| 51     |                                                                     | Côn trùng bay và hoa                                                                           | Ảnh màu           | Kích thước, khối lượng                                        |
| 52     |                                                                     | Biểu đồ tiến hóa động vật có xương sống                                                        | Biểu đồ đen trắng |                                                               |
| 53     |                                                                     | Vỏ ốc biển                                                                                     | Ảnh màu           |                                                               |
| 54     |                                                                     | Cá heo                                                                                         | Ảnh màu           |                                                               |
| 55     |                                                                     | Đàn cá                                                                                         | Ảnh màu           |                                                               |
| 56     |                                                                     | Ếch cây                                                                                        | Ảnh màu           |                                                               |
| 57     | Tập tin:Voyager-Golden-Record-Pictures-057.png -->                  | Cá sấu                                                                                         | Ảnh màu           |                                                               |
| 58     |                                                                     | Đại bàng                                                                                       | Ảnh màu           | Kích thước                                                    |
| 59     |                                                                     | Waterhole                                                                                      | Ảnh màu           |                                                               |
| 60     |                                                                     | Jane Goodall và tinh tinh                                                                      | Ảnh màu           |                                                               |
| 61     |                                                                     | Ảnh vẽ người San                                                                               | Biểu đồ trắng đen | Kích thước                                                    |
| 62     |                                                                     | Thợ săn người San                                                                              | Ảnh trắng đen     |                                                               |
| 63     | Tập tin:Voyager Golden Record 63 man from Guatemala.gif             | Người đàn ông Guatemala                                                                        | Ảnh màu           |                                                               |
| 64     |                                                                     | Vũ công từ Bali                                                                                | Ảnh màu           |                                                               |
| 65     |                                                                     | Những cô gái vùng Andes                                                                        | Ảnh màu           |                                                               |
| 66     | Tập tin:Voyager-Golden-Record-Pictures-066.png -->                  | Thái Lan master craftsman                                                                      | Color image       |                                                               |
| 67     |                                                                     | Voi                                                                                            | Ảnh màu           |                                                               |
| 68     |                                                                     | Người đàn ông già với râu và mắt kính (Thổ Nhĩ Kỳ)                                             | Ảnh màu           |                                                               |
| 69     | Tập tin:Voyager-Golden-Record-Pictures-069.png -->                  | Leo Kenton Coleman với chú chó và hoa                                                          | Ảnh màu           |                                                               |
| 70     | Tập tin:Voyager-Golden-Record-Pictures-070.png -->                  | Leo núi                                                                                        | Ảnh màu           |                                                               |
| 71     | Tập tin:Voyager-Golden-Record-Pictures-071.png                      | Vận động viên thể dục dụng cụ                                                                  | Ảnh màu           | Thời gian                                                     |
| 72     | Tập tin:Voyager-Golden-Record-Pictures-072.png -->                  | Các vận động viên thi chạy nước rút (Valeriy Borzov (Liên Xô) dẫn đầu)                         | Ảnh màu           |                                                               |
| 73     | Tập tin:Voyager Golden Record 73 schoolroom.gif                     | Lớp học                                                                                        | Ảnh màu           |                                                               |
| 74     | Tập tin:Voyager Golden Record 74 children with globe.gif            | Trẻ em với quả địa cầu                                                                         | Ảnh màu           |                                                               |
| 75     | Tập tin:Voyager-Golden-Record-Pictures-075.png -->                  | Thu hoạch cotton                                                                               | Ảnh màu           | Kích thước                                                    |
| 76     | Tập tin:Voyager-Golden-Record-Pictures-076.png -->                  | Hái nho                                                                                        | Ảnh màu           |                                                               |
| 77     |                                                                     | Siêu thị                                                                                       | Ảnh màu           |                                                               |
| 78     |                                                                     | Cảnh dưới nước với người thợ lặn và cá                                                         | Ảnh màu           | Thành phần hóa học                                            |
| 79     | Tập tin:Voyager Golden Record 79 fishing boat with nets.gif         | Tàu và lưới đánh cá                                                                            | Ảnh màu           |                                                               |
| 80     | Tập tin:Voyager-Golden-Record-Pictures-080.png -->                  | Nấu ăn với cá                                                                                  | Ảnh màu           |                                                               |
| 81     | Tập tin:Voyager-Golden-Record-Pictures-081.png -->                  | Buổi tiệc tối ở Trung Quốc                                                                     | Ảnh màu           |                                                               |
| 82     |                                                                     | Hình biểu diễn các hành động liếm, ăn và uống                                                  | Ảnh màu           |                                                               |
| 83     | Tập tin:Voyager-Golden-Record-Pictures-083.png -->                  | Vạn Lý Trường Thành                                                                            | Ảnh màu           |                                                               |
| 84     | Tập tin:Voyager Golden Record 84 house construction (Africa).gif    | Xây nhà (châu Phi)                                                                             | Ảnh màu           |                                                               |
| 85     |                                                                     | Cảnh xây dựng (vùng quê của người Amish)                                                       | Ảnh màu           |                                                               |
| 86     | Tập tin:Voyager Golden Record 86 house (Africa).gif                 | Nhà (châu Phi)                                                                                 | Ảnh màu           |                                                               |
| 87     |                                                                     | Nhà (New England)                                                                              | Ảnh màu           |                                                               |
| 88     |                                                                     | Nhà hiện đại (Cloudcroft, New Mexico)                                                          | Ảnh màu           |                                                               |
| 89     |                                                                     | "Bên trong căn nhà với người họa sĩ và đống lửa" (Ảnh bởi Jim Amos chụp Jim Gray & vợ của anh) | Ảnh màu           |                                                               |
| 90     |                                                                     | Taj Mahal                                                                                      | Ảnh màu           |                                                               |
| 91     |                                                                     | Một thành phố ở Anh (Oxford)                                                                   | Ảnh màu           |                                                               |
| 92     |                                                                     | Boston                                                                                         | Ảnh màu           |                                                               |
| 93     | Tập tin:Voyager Golden Record 93 UN building by day.gif             | Tòa nhà LHQ, ban ngày                                                                          | Ảnh màu           |                                                               |
| 94     | Tập tin:Voyager Golden Record 94 UN building at night.gif           | Tòa nhà LHQ, ban đêm                                                                           | Ảnh màu           |                                                               |
| 95     |                                                                     | Nhà hát Opera Sydney                                                                           | Ảnh màu           | Kích thước                                                    |
| 96     |                                                                     | Người nghệ nhân với chiếc khoan                                                                | Ảnh đen trắng     |                                                               |
| 97     |                                                                     | Bên trong một nhà máy                                                                          | Ảnh màu           |                                                               |
| 98     |                                                                     | Viện bảo tàng                                                                                  | Ảnh màu           |                                                               |
| 99     |                                                                     | Ảnh chụp X quang một bàn tay                                                                   | Ảnh màu           |                                                               |
| 100    | Tập tin:Voyager Golden Record 100 woman with microscope.gif         | Người phụ nữ với chiếc kính hiển vi                                                            | Ảnh màu           |                                                               |
| 101    | Tập tin:Voyager Golden Record 101 street scene in Pakistan.gif      | Cảnh đường phố, châu Á (Pakistan)                                                              | Ảnh màu           |                                                               |
| 102    | Tập tin:Voyager Golden Record 102 rush hour traffic in Thailand.gif | Giao thông giờ cao điểm, Thái Lan                                                              | Ảnh màu           |                                                               |
| 103    |                                                                     | Xa lộ hiện đại (Ithaca, New York)                                                              | Ảnh màu           |                                                               |
| 104    |                                                                     | Cầu Cổng Vàng                                                                                  | Ảnh đen trắng     | Kích thước                                                    |
| 105    |                                                                     | Xe lửa                                                                                         | Ảnh màu           | Kích thước                                                    |
| 106    |                                                                     | Máy bay đang bay                                                                               | Ảnh màu           |                                                               |
| 107    |                                                                     | Sân bay (Toronto)                                                                              | Ảnh đen trắng     |                                                               |
| 108    |                                                                     | Thám hiểm châu Nam Cực                                                                         | Ảnh màu           |                                                               |
| 109    |                                                                     | Kính viễn vọng vô tuyến (Westerbork, Hà Lan)                                                   | Ảnh trắng đen     |                                                               |
| 110    |                                                                     | Kính viễn vọng vô tuyến (Arecibo)                                                              | Ảnh màu           | Kích thước                                                    |
| 111    |                                                                     | Một trang sách (Newton, Luận bàn về hệ thống vũ trụ)                                           | Ảnh màu           |                                                               |
| 112    |                                                                     | Phi hành gia trong không gian                                                                  | Ảnh màu           |                                                               |
| 113    |                                                                     | Phóng tên lửa Titan Centaur                                                                    | Ảnh màu           |                                                               |
| 114    |                                                                     | Hoàng hôn với những con chim                                                                   | Ảnh màu           |                                                               |
| 115    |                                                                     | Tứ tấu đàn dây (Quartetto Italiano)                                                            | Ảnh màu           |                                                               |
| 116    |                                                                     | Violin và một bản nhạc (Cavatina)                                                              | Ảnh màu           |                                                               |